# Noé Viktor
Noé Viktor színész, rendező, író, producer.

## Pályája
Korábban az IBS Színpad és a Theatrum Hungaricum, jelenleg (2017) a Spirit Színház tagja. Rövid ideig a Pesti Színházban is vendégszerepelt. 2010-től rendőrt játszott a Jóban Rosszban című szappanoperában, mely szerepkörben két nagyjátékfilmben is szerepelt. 2020 óta a nagy sikerű Keresztanyu című napi sorozatban játssza Szkandert, a nem túl eszes, ugyanakkor rendkívül erős és jószívű csempész karaktert. A Keresztanyu második es harmadik évadában a színészet mellett íróként is dolgozott. 2021-ben mutatták be első saját sorozatát a Viasat 6-on Profik címmel, melyet íróként, rendezőként is jegyez, illetve a háromból az egyik főszerepet is ő játssza. Több külföldi és magyar kis- és nagyjátékfilmben is feltűnt színészként és kaszkadőrként.
Rendszeresen ír és rendez kisjátékfilmet, rövidfilmet, reklámot.

## Filmjei
- A mi kis falunk (2024) – Kolléga
- Cella – Letöltendő élet (2023) – Börtönőr
- Hazatalálsz (2023) – DJ Guszti
- Keresztanyu (2021–2022) – Szkandics Sándor
- Drága örökösök (2019–2020) – Áruszállító
- Jófiúk (2019) – Helyszínelő
- Szokásjog (2019) – Ruszki
- Korhatáros szerelem (2018) – László
- Tóth János (2017) – Cukorborsó
- Az állampolgár (2016) – Biztonsági őr
- Kojot (2016) – Vanczák
- Hacktion: Újratöltve (2013) – alkalmazott
- Jóban Rosszban (2010–2018) – Kovács Imre, rendőrőrmester
- Rózsaszín sajt (2009) – Pincér